# EverQuest II: Echoes of Faydwer
Pour les articles homonymes, voir EOF.
EverQuest II: Echoes of Faydwer (EOF) est une extension pour le MMORPG EverQuest II, sortie par Sony Online Entertainment le 14 novembre 2006.